# Ульяновка (городской округ город Тула)
Ульяновка — деревня в Тульской области России.
В рамках административно-территориального устройства входит в состав Рождественского сельского округа Ленинского района, в рамках организации местного самоуправления входит в городской округ город Тула.

## География
Деревня находится в центральной части Тульской области, в зоне хвойно-широколиственных лесов, в пределах северо-восточной части Среднерусской возвышенности, на левом берегу реки Волоти, на расстоянии примерно 5 километров (по прямой) к северо-северо-западу от города Тулы, административного центра округа и области.

### Климат
Климат характеризуется как умеренно континентальный, с умеренно холодной снежной зимой и относительно тёплым летом. Среднегодовая многолетняя температура воздуха составляет +3,7 — +4,2 °С. Средняя температура воздуха самого холодного месяца (января) — −10 °C (абсолютный минимум — −42 °C), средняя температура самого тёплого (июля) — +18,4 °С (абсолютный максимум — +38 °C). Вегетационный период длится в среднем 180 дней. Среднегодовое количество атмосферных осадков составляет 545 мм, из которых большая часть (около 70 %) выпадает в тёплый период. Снежный покров держится в течение 135 дней. В течение года в розе ветров преобладают ветры юго-западных и западных направлений. Скорость их колеблется в пределах от 3,2 до 4,8 м/с.

### Часовой пояс
Деревня Ульяновка, как и вся Тульская область, находится в часовой зоне МСК (московское время). Смещение применяемого времени относительно UTC составляет +3:00.

## Население
| 2010 |
| ---- |
| 55   |

### Национальный состав
Согласно результатам переписи 2002 года, в национальной структуре населения русские составляли 93 % из 46 чел.